# Boxerdiesel
De Boxerdiesel is een motor van Subaru, die uitgekomen is in 2008. 

## Ontstaan
Rond mei 2008 is de eerste versie van deze motor ontstaan, gebouwd door Subaru. Hij werd als eerst geleverd in de versies Subaru Legacy en Subaru Outback. Later werd in de Subaru Impreza ook een boxerdiesel gebouwd. In het najaar van 2008 is de motor in de Forester geleverd. Deze motor levert 150 pk en 350 Nm. Er kan 100 km gereden worden op 5,6 liter diesel.

## Prijzen
De motor won de derde prijs in de klasse Best New Engine 2008.